# Sherwin Leonora
Sherwin Serefan Leonora (12 oktober 1964) is een Curaçaos politicus. Namens de Pueblo Soberano zit hij sinds juni 2013 in de Staten van Curaçao. Hij stond bij de Statenverkiezingen van 2012 op de 7e plek op de kieslijst, waardoor hij niet rechtstreeks gekozen werd. Maar doordat partijleider en lijsttrekker Helmin Wiels in mei 2013 vermoord werd, en nummer 2 van de lijst Ivar Asjes ontslag nam als Statenlid om premier van Curaçao te worden, kwam Leonora alsnog in de Staten van Curaçao.
Leonora studeerde na zijn middelbare school aan het Peter Stuyvesant College in Willemstad eerst Chemische Technologie aan de Universiteit van Pittsburgh en daarna aan de Universiteit van Utah in Salt Lake City. Bij de laatste haalde hij zijn bachelor in 1994. Hierna ging hij werken bij de Isla-raffinaderij, waar hij nog steeds werkt.